# Tubulipora samuelsoni
Tubulipora samuelsoni is een mosdiertjessoort uit de familie van de Tubuliporidae. De wetenschappelijke naam van de soort is voor het eerst geldig gepubliceerd in 1980 door Brood.